# Villa Furtado-Heine

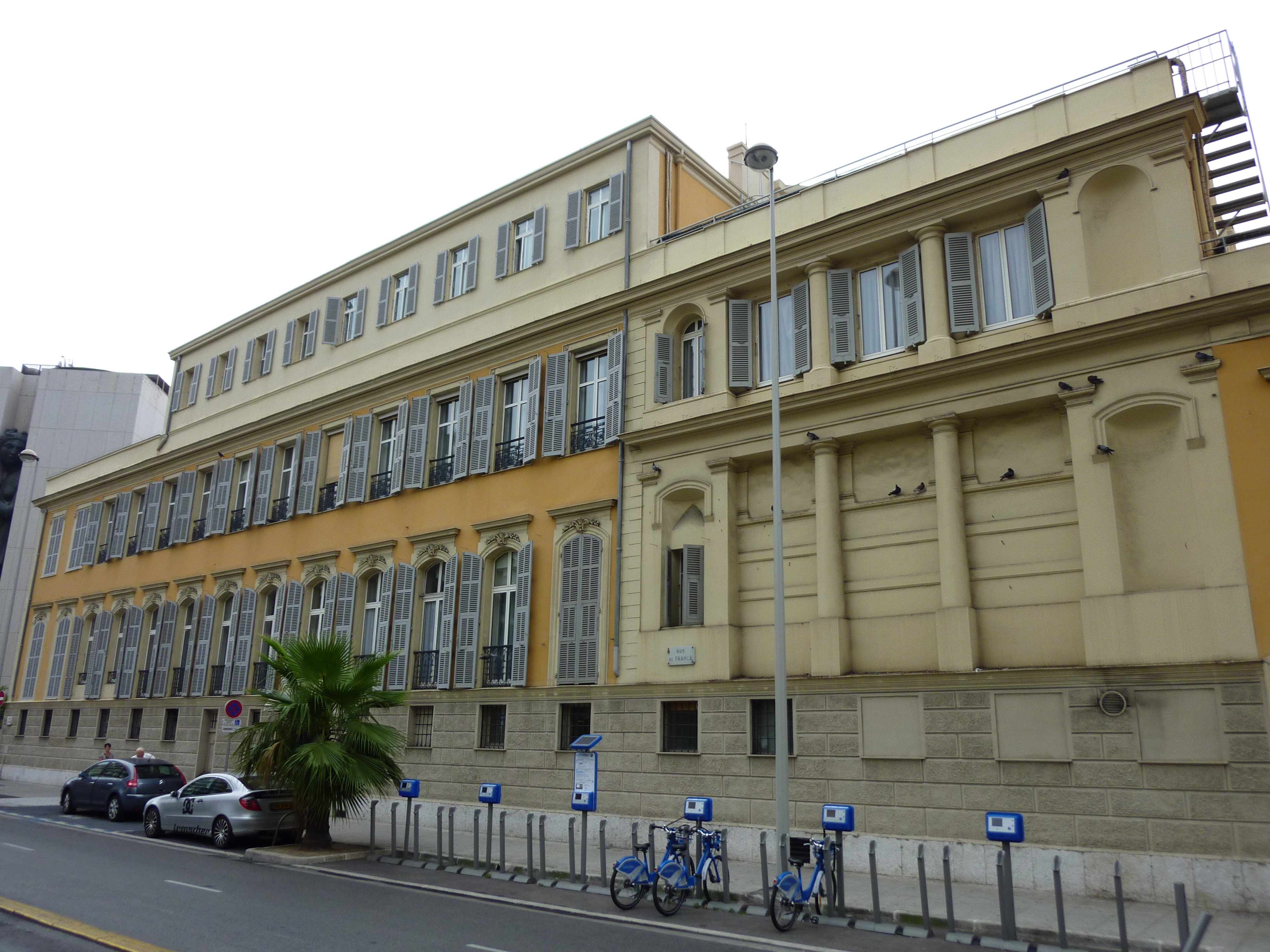
Villa Furtado-Heine

Villa Furtado-Heine é uma mansão histórica em Nice, Alpes-Maritimes, na França. Foi construída de 1784 a 1787.
Foi a casa da filantropa franco-judia Cécile Furtado-Heine, que doou ao governo para a convalescença de oficiais do exército após o retorno da força expedicionária francesa de Madagascar. Está listado como monumento nacional oficial desde 10 de junho de 1961.